# سرهای ترانهاده
سرهای ترانهاده (فرانسوی: Les têtes interverties‎) فیلمی کوتاه در سبک فانتزی به کارگردانی و نویسندگی و همچنین بازیگری آلخاندرو خودوروفسکی است که در سال ۱۹۵۷ منتشر شد. این فیلم اقتباسی به شکل پانتومیم از داستانی از توماس مان دربارهٔ دختربچه‌ای ولگرد در پاریس است که خرجش را از فروش سر انسان‌ها درمی‌آورد.